# Big Heart Award
Der Big Heart Award ist eine Auszeichnung für besonders verdiente Mitglieder des Science-Fiction-Fandom, der jährlich bei der World Science Fiction Convention verliehen wird. Er wurde zum Gedenken an den 1958 verstorbenen Fan und SF-Autor E. Everett Evans 1959 erstmals als E. Everett Evans Big Heart Award verliehen und gilt als die höchste Auszeichnung im SF-Fandom.
Die Verleihung findet jeweils vor der Verleihung der Hugo Awards statt. Bis 2000 übergab Forrest J. Ackerman die Auszeichnung, seitdem hat David A. Kyle die Aufgabe übernommen. 2006 wurde der Preis in Forrest J. Ackerman Big Heart Award umbenannt.

## Liste der Preisträger
- 1959 E. E. Smith
- 1960 Bob Bloch, Sam Moskowitz
- 1961 Rick Sneary
- 1962 Bob Tucker
- 1963 James Taurasi
- 1964 Bjo Trimble
- 1965 Walter Ernsting
- 1966 David H. Keller
- 1967 Janie Lamb
- 1968 Walt Daugherty
- 1969 Harry Warner Jr.
- 1970 Herbert Häussler
- 1971 C. L. Barrett
- 1972 Stan Woolston
- 1973 David A. Kyle
- 1974 Robert Madle
- 1975 Donald Tuck
- 1976 Ron Graham
- 1977 Elaine Wojciechowski
- 1978 Bill Rotsler
- 1979 Georges Gallet
- 1980 Lou Tabakow
- 1981 Walt Liebscher
- 1982 Darrell Richardson
- 1983 Peggy Rae, Bob Pavlat
- 1984 Terri Pinckard, Tom Pinckard
- 1985 Bill Crawford
- 1986 Rusty Hevelin
- 1987 Wiktor Bukato, Takumi Shibano, Tetsu Yano
- 1988 Andre Norton
- 1989 Art Widner
- 1990 Jay Kay Klein
- 1991 Julius Schwartz
- 1992 Samanda Jeude
- 1993 Marjii Ellers
- 1994 Jack Williamson
- 1995 Ken Slater
- 1996 Dik Daniels
- 1997 John L. Coker III
- 1998 Joanie Knappenberger
- 1999 Chris Collier, Peter Hassall
- 2000 Robert Silverberg
- 2001 Sue Francis, Steve Francis
- 2002 Pat Sims
- 2003 John Hertz
- 2004 Filthy Pierre
- 2005 John-Henri Holmberg, Waldemar Kumming, Ina Shorrock
- 2006 Forrest J. Ackerman
- 2007 Robin Johnson, Atsushi Morioka
- 2008 Suford Lewis
- 2009 Andrew I. Porter
- 2010 Merv Binns
- 2011 Gay Haldeman
- 2012 Juanita Coulson
- 2013 Tom Veal
- 2014 Vincent Docherty
- 2015 Ben Yalow
- 2016 Edie Stern, Joe Siclari
- 2017 Carolina Gómez Lagerlöf
- 2018 Mike Glyer